# Багата Чернещина
Бага́та Черне́щина — село в Україні, у Берестинському районі Харківської області. Населення становить 699 осіб. Орган місцевого самоврядування— Багаточернещинська сільська рада.
Після ліквідації Сахновщинського району 19 липня 2020 року село увійшло до Красноградського (Берестинського) району.

## Географія
Село Багата Чернещина знаходиться на правому березі річки Оріль, вище за течією на відстані 4 км розташоване село Великі Бучки, нижче за течією місце впадання річки Багата і на відстані 2 км розташоване село Малі Бучки, на протилежному березі — місце впадання річки Багатенька і село Панасівка (Дніпропетровська область). Паралельно річці Оріль проходить Канал Дніпро — Донбас.

## Походження назви
В «Описи хуторов и слобод, находящихся за Украинской линией (1760)» зазначається, що 1756 року три ченці Полтавського монастиря заснували на річці Орелі хутір. Звідси й назва. Перша частина назва села походить від назви річки, на якій воно лежить. Пізніше тут селилися селяни-втікачі.

## Історія
1756 — дата заснування.
Під час організованого радянською владою Голодомору 1932—1933 років померло щонайменше 600 жителів села.

## Населення
Згідно з переписом УРСР 1989 року чисельність наявного населення села становила 804 особи, з яких 348 чоловіків та 456 жінок.
За переписом населення України 2001 року в селі мешкало 696 осіб.

### Мова
Розподіл населення за рідною мовою за даними перепису 2001 року:
| Мова       | Відсоток |
| ---------- | -------- |
| українська | 95,99 %  |
| російська  | 3,43 %   |
| білоруська | 0,29 %   |
| молдовська | 0,14 %   |
| угорська   | 0,14 %   |

## Економіка
- Молочно-товарна і птахо-товарна ферми.
- КСП «Іскра».
- ООО Санрайз*

## Об'єкти соціальної сфери
- Школа.
- Лікарня.

## Відомі люди
В селі народилася Зоя Андріївна Бутенко — вчений-онколог, академік НАН України.